# Роевский элеватор
Роевский элеватор (укр. Роївський елеватор) — предприятие пищевой промышленности в городе районного значения Курахово Марьинского района Донецкой области.

## История
Элеватор ёмкостью 12 тыс. тонн зерна был построен у железнодорожной станции Роя в 1929 году в соответствии с первым пятилетним планом развития народного хозяйства СССР.
В ходе боевых действий Великой Отечественной войны и в период немецкой оккупации предприятие пострадало, но позднее было восстановлено.
В 1976—1977 гг. элеватор был реконструирован и расширен:
- в 1976 году были введены в эксплуатацию станция по обработке семян, калибровочный цех и камерные зерносушилки СКП-6 для сушки семенной кукурузы, построена первая очередь элеватора силосного хранения зерна на 55 тыс. тонн, а общая складская емкость элеватора была увеличена до 52 тыс. тонн за счёт строительства 20 складских помещений
- в 1977 строительный трест «Донецксельстрой» ввёл в эксплуатацию вторую очередь элеватора силосного хранения зерна на 58 тыс. тонн

После провозглашения независимости Украины элеватор перешёл в ведение министерства сельского хозяйства и продовольствия Украины.
В марте 1995 года Верховная Рада Украины внесла элеватор в перечень предприятий, приватизация которых запрещена в связи с их общегосударственным значением.
После создания в августе 1996 года государственной акционерной компании «Хлеб Украины» элеватор стал дочерним предприятием ГАК «Хлеб Украины».
После создания 11 августа 2010 года Государственной продовольственно-зерновой корпорации Украины элеватор был включён в состав предприятий ГПЗКУ.

## Современное состояние
Основными функциями предприятия являются хранение и переработка зерновых культур (пшеницы, кукурузы, ячменя), а также семян масличных культур (рапса и подсолнечника).
Емкость элеватора составляет 108,4 тыс. тонн (в том числе элеваторная — 98,8 тыс. тонн и складская — 9,6 тыс. тонн).